# Mang đầu lông
Mang đầu lông, còn gọi là mang đen, mang đen đầu đỏ... (danh pháp hai phần: Muntiacus crinifrons) được tìm thấy ở Chiết Giang, An Huy, Giang Tây và Phúc Kiến ở miền nam Trung Quốc, ngoài ra cũng có thông báo là có tại Myanmar. Mặc dù rất khó để nghiên cứu chúng, do chúng là loài động vật nhút nhát, nhưng người ta cho rằng chúng là loài sắp nguy cấp, có lẽ tổng số lượng chỉ còn khoảng 5-10 nghìn con trải rộng trên một khu vực rộng lớn. Chúng có kích thước tương tự như mang Ấn Độ.

## Hình ảnh

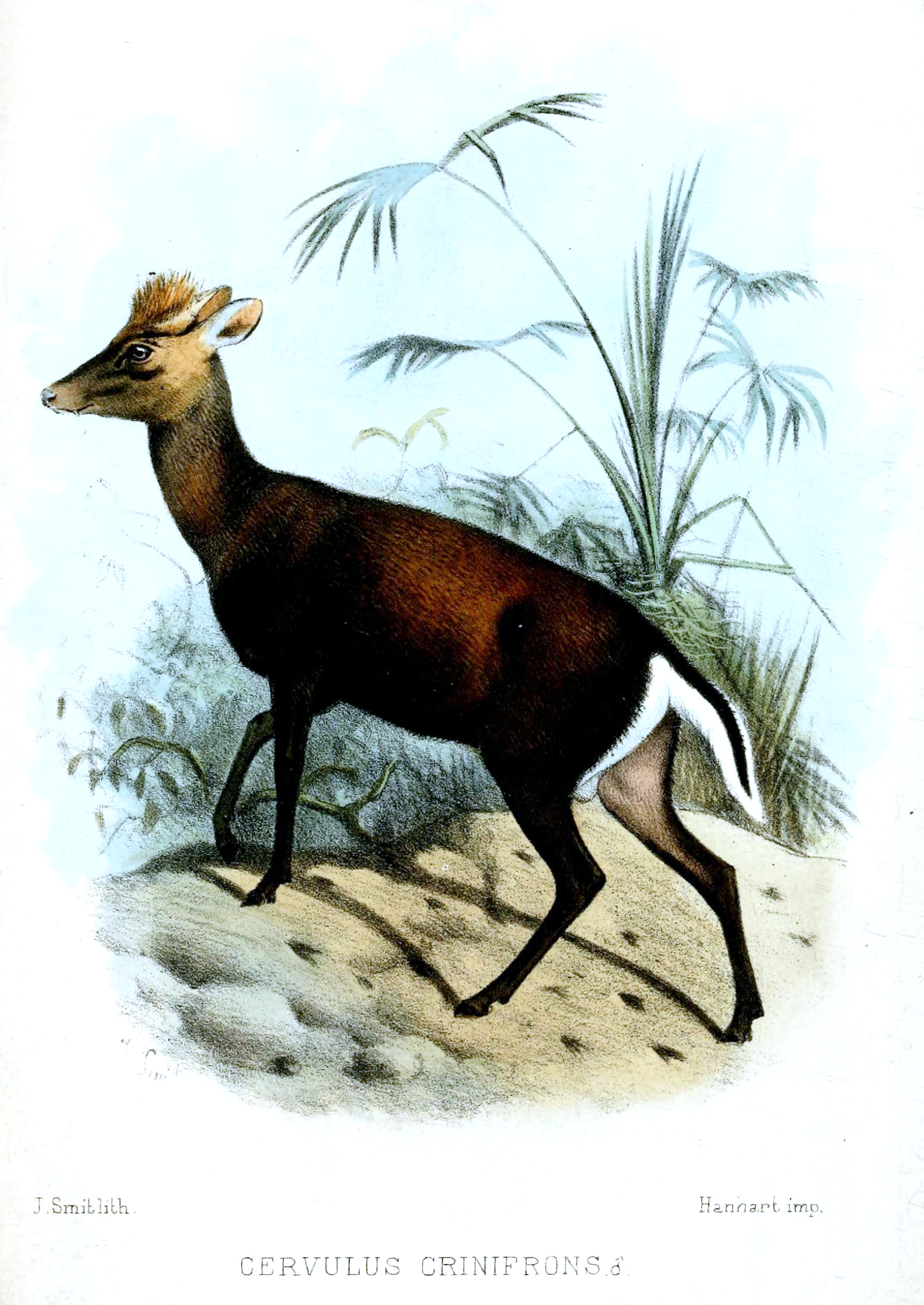
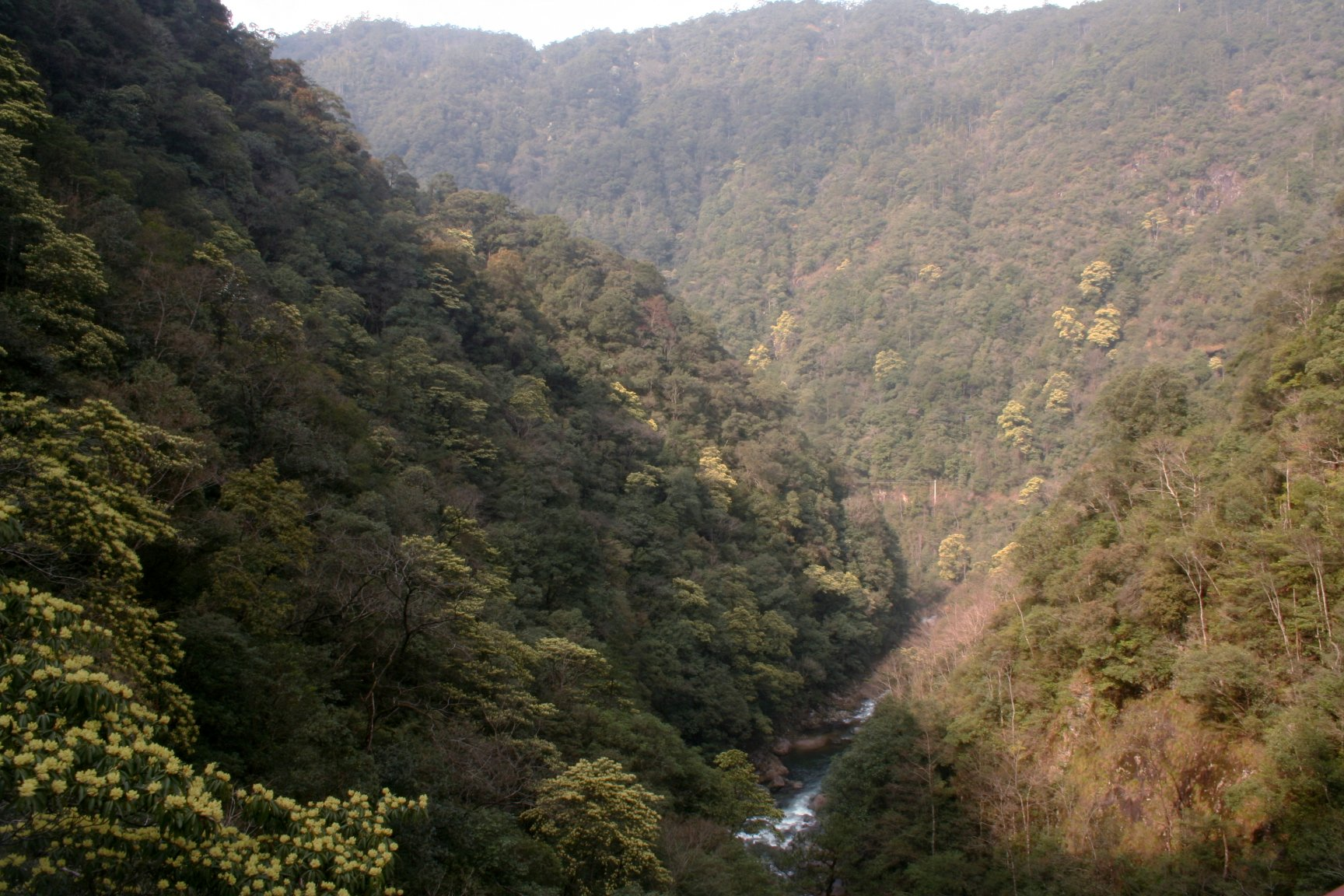